# 1990 dans les parcs de loisirs
| Années des parcs de loisirs : 1987 - 1988 - 1989 - 1990 - 1991 - 1992 - 1993    |
| Décennies des parcs de loisirs : 1960 - 1970 - 1980 - 1990 - 2000 - 2010 - 2020 |

## Parcs d'attractions

### Ouverture
- Aérocity Parc ( France) Aujourd'hui connu sous le nom Parc Avenue
- Parc de la Toison d'or ( France) ouvert au public le 10 avril.
- Sanrio Puroland ( Japon) ouvert au public le 7 décembre.
- Universal Studios Florida ( États-Unis) ouvert au public le 7 juin.

### Fermeture
- Six Flags Power Plant ( États-Unis) fermé en janvier 1990.

### Changement de nom
- Bembom Brothers White Knuckle Theme Park devient Dreamland Margate ( Royaume-Uni)

## Événements
- Europa-Park ( Allemagne) reçoit l'Applause Award au titre de meilleur parc de loisirs du monde.
- Bellewaerde ( Belgique) est racheté par le groupe Walibi.

À la suite de l'implantation de Disney en Europe avec la construction d'Euro Disney Resort, les autres grandes entreprises américaines de gestion de parcs de loisirs développent leur projet. Cette concurrence envisage le marché européen comme une source potentielle de bénéfices. Busch Entertainment Corporation est impliqué dans la réalisation d'un parc à thème dans la région de Barcelone, Six Flags Inc. envisage la réalisation de son parc à Marbella. Enfin, Universal Studios Recreation Group planche sur un site localisé soit en région parisienne ou dans les environs de Londres,,.

## Attractions
Ces listes sont non exhaustives.

### Montagnes russes

#### Délocalisées
| Nom                                     | Type/Modèle         | Constructeur      | Parc                               | Pays        | Anciennement                                      |
| --------------------------------------- | ------------------- | ----------------- | ---------------------------------- | ----------- | ------------------------------------------------- |
| Corkscrew                               | Assises             | Arrow             | Silverwood Theme Park              | États-Unis  | Corkscrew à Knott's Berry Farm                    |
| Corkscrew                               | Assises             | Vekoma            | Flamingo Land Theme Park & Zoo     | Royaume-Uni | Corkscrew à Spanish City Amusement Park           |
| Little Laser Devenu Steel First en 2009 | Junior              | Herschell         | Dorney Park                        | États-Unis  | Snowball Express à AZoosment Park                 |
| Shockwave                               | Debout              | Intamin           | Six Flags Great Adventure          | États-Unis  | Shockwave à Six Flags Magic Mountain              |
| Sidewinder                              | Assises             | Arrow             | Elitch Gardens                     | États-Unis  | Roaring Tornado à Magic Springs and Crystal Falls |
| Thunderlooper                           | Navette             | Anton Schwarzkopf | Alton Towers                       | Royaume-Uni | King Kobra à Jolly Roger Amusement Park           |
| Ultra Twister                           | Pipeline            | Togo              | Six Flags Astroworld               | États-Unis  | Ultra Twister à Six Flags Great Adventure         |
| Vampire                                 | Navette / Boomerang | Vekoma            | Kentucky Kingdom                   | États-Unis  | Boomerang à Star Lake Amusement Park              |
| Zyklon                                  | Métal / Zyklon Z47  | Pinfari           | Fun Spot Amusement Park & Zoo (en) | États-Unis  | Zyclone à Morey's Piers                           |

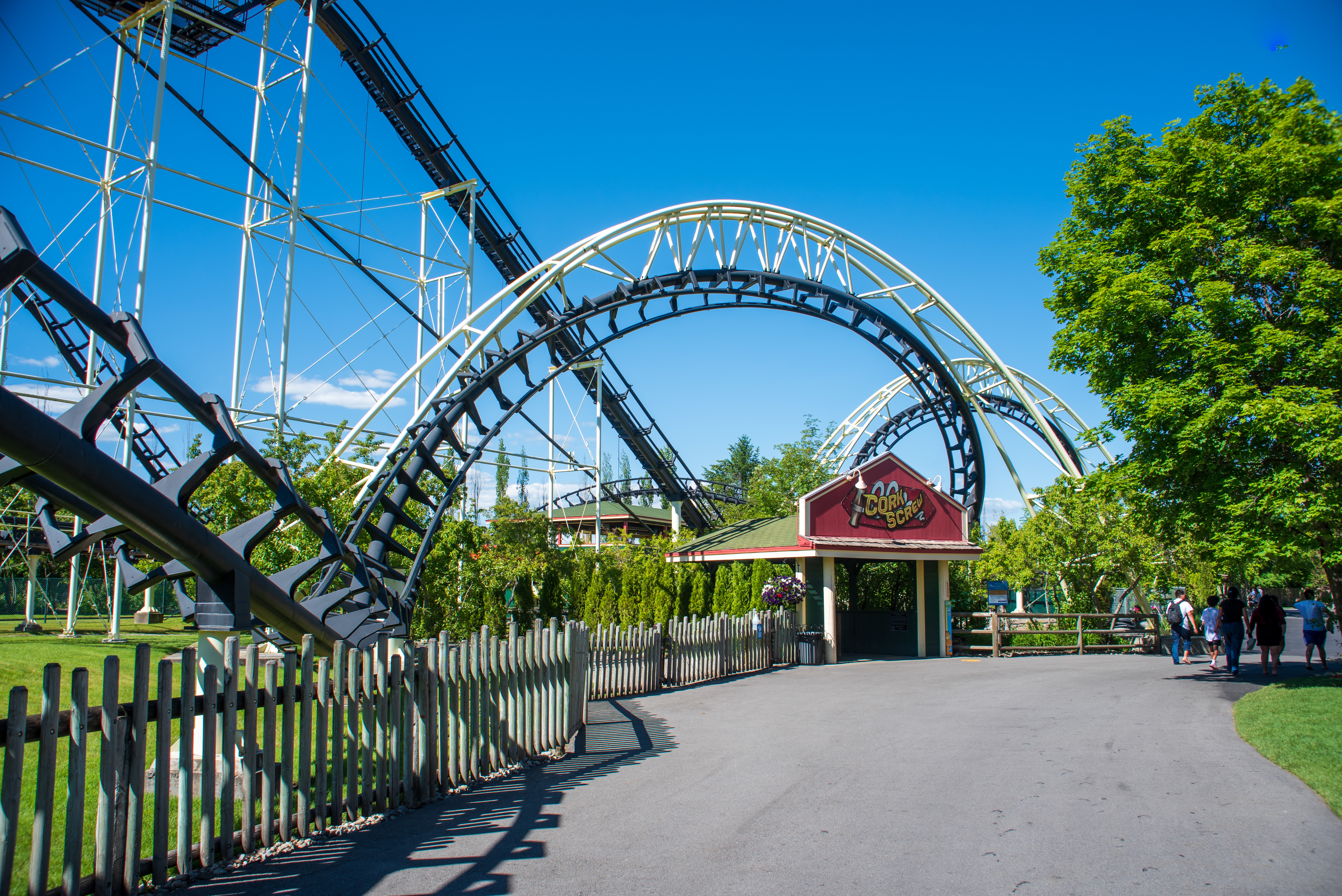
Corkscrew à Silverwood Theme Park
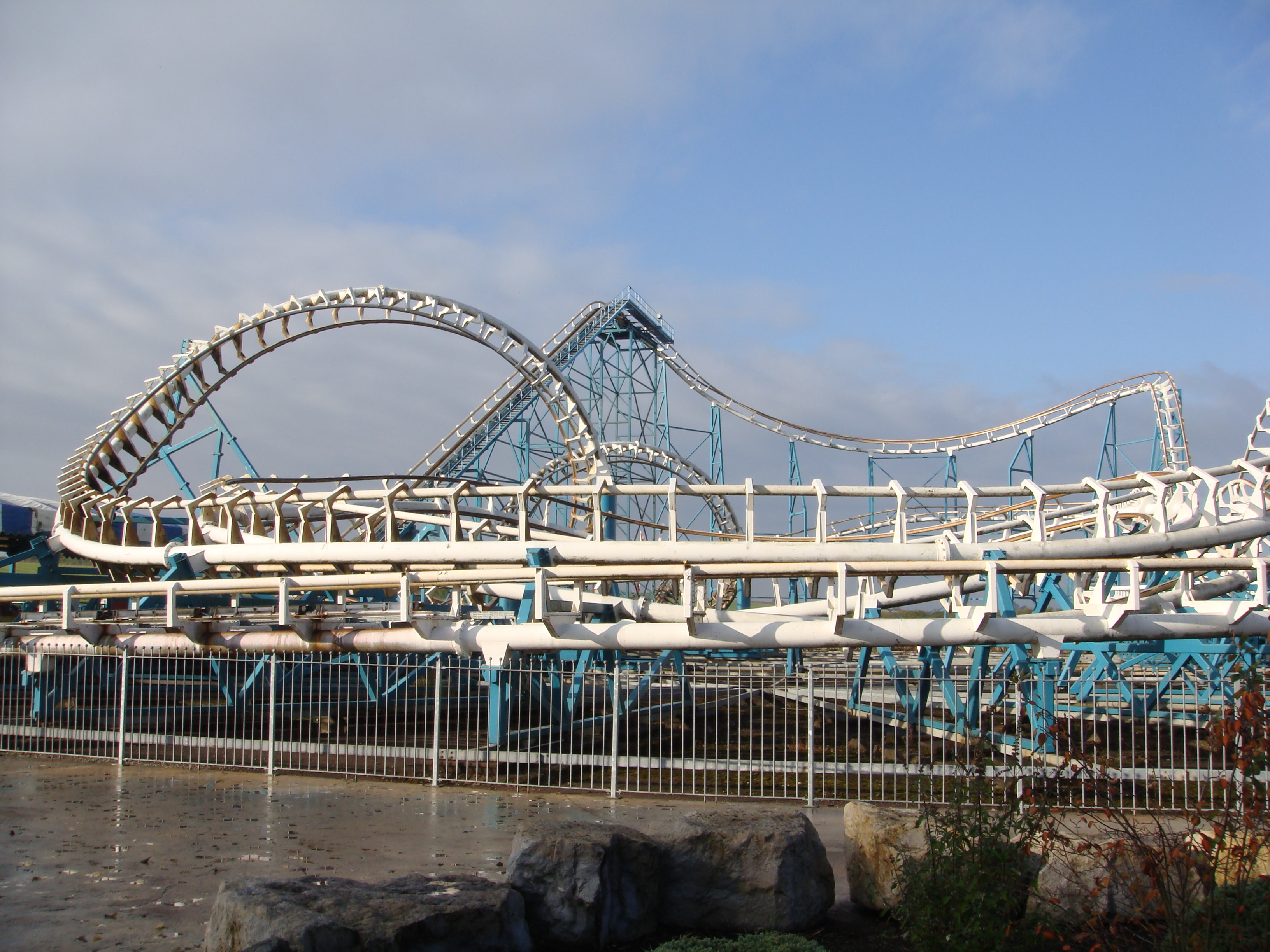
Corkscrew à Flamingo Land Theme Park & Zoo
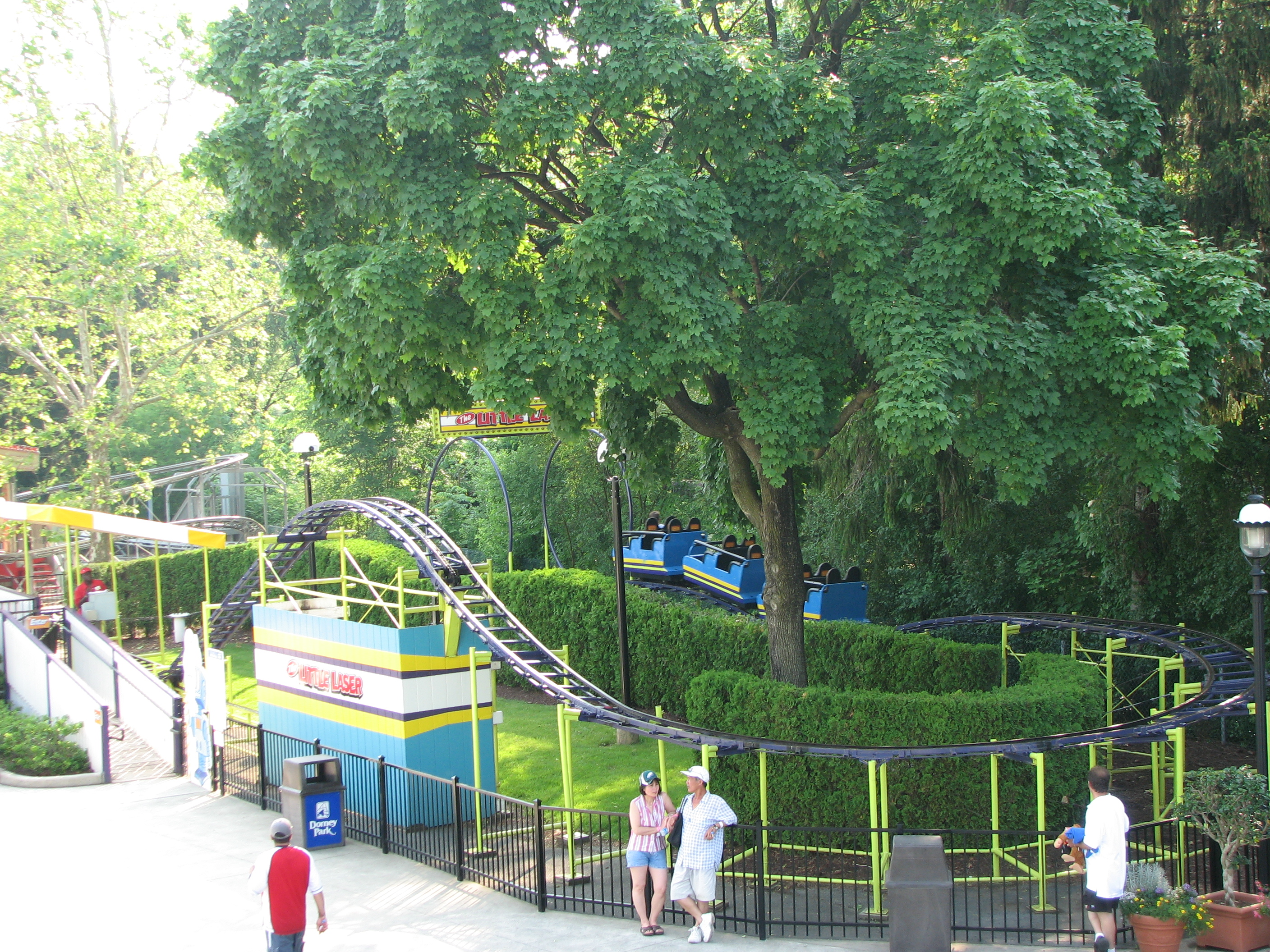
Little Laser à Dorney Park
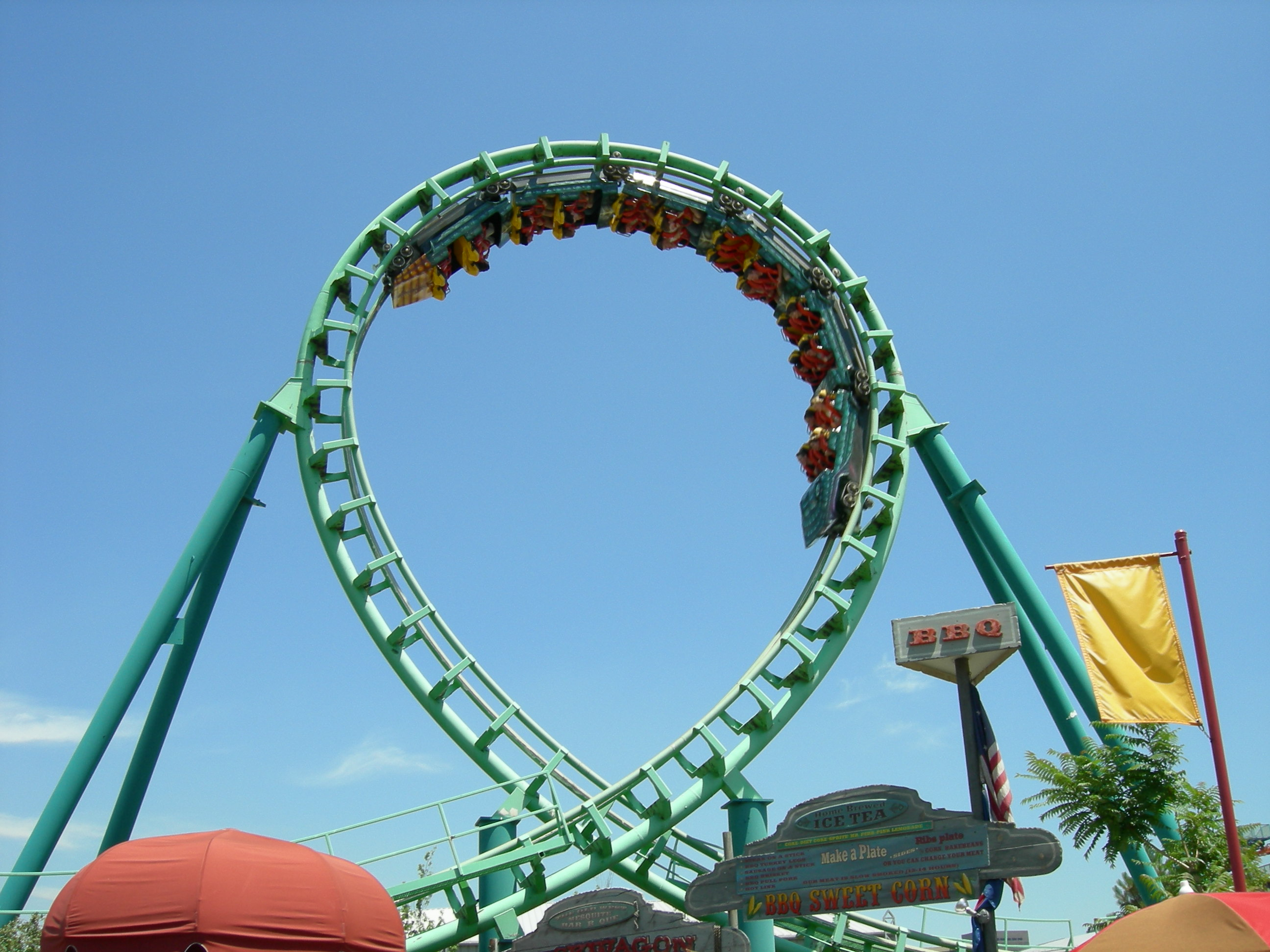
Sidewinder à Elitch Gardens
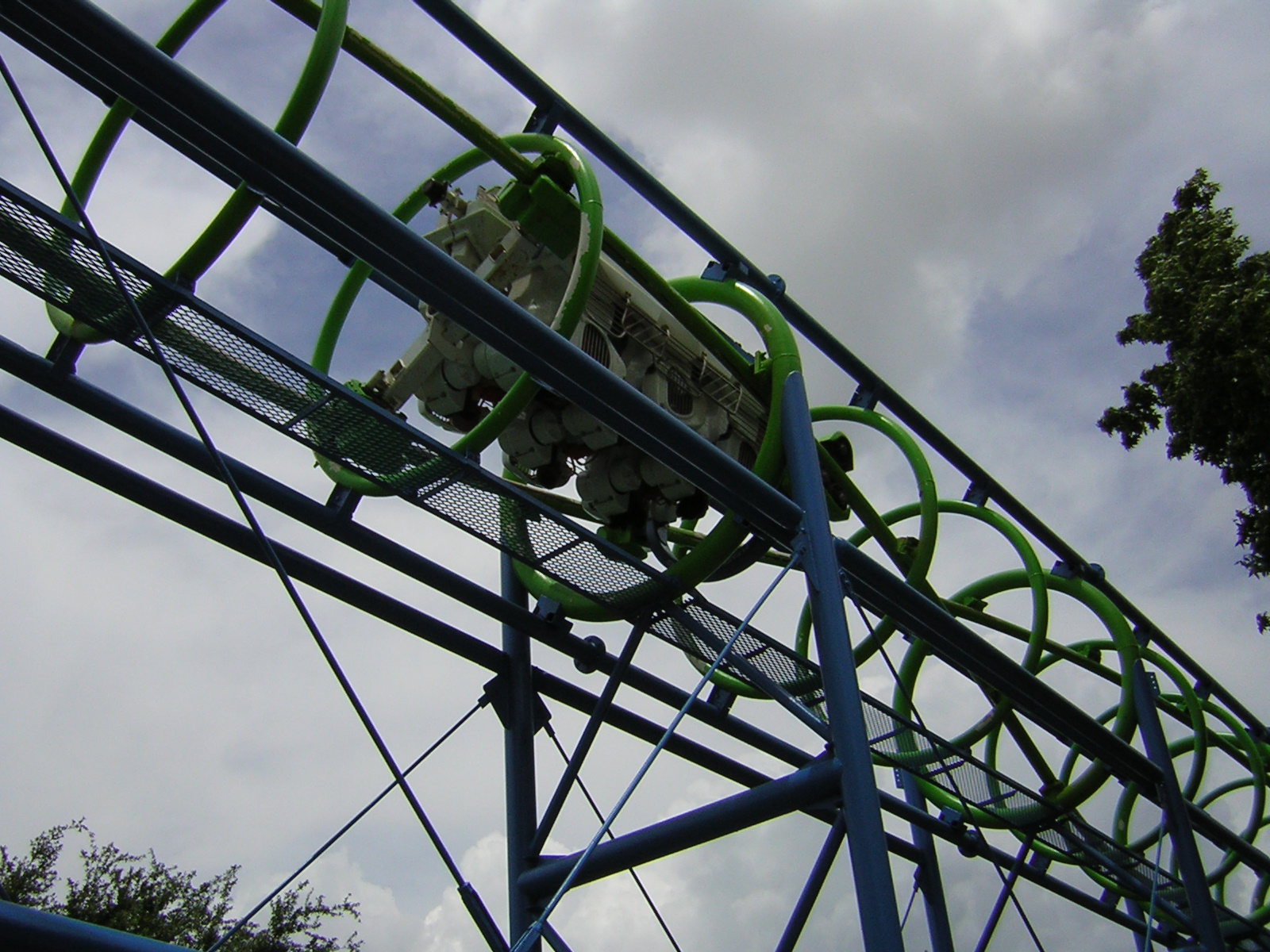
Ultra Twister à Six Flags Astroworld
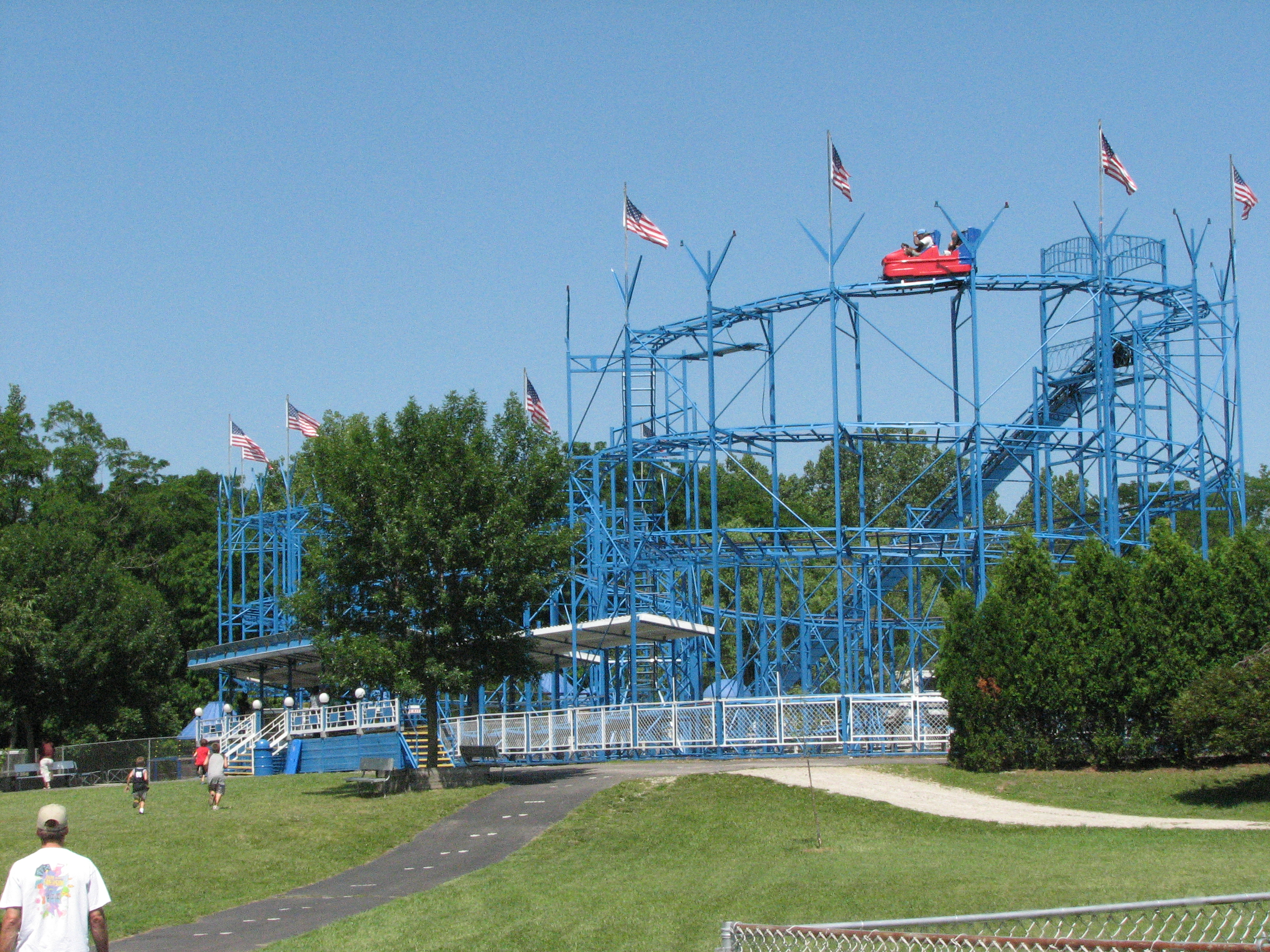
Zyklon à Fun Spot Amusement Park & Zoo (en)

#### Nouveautés
| Nom                                                              | Type/Modèle       | Constructeur              | Parc                            | Pays        |
| ---------------------------------------------------------------- | ----------------- | ------------------------- | ------------------------------- | ----------- |
| Black Hole Scramble                                              | Intérieur         | Nippon                    | Space World                     | Japon       |
| Boogie-woogie Space Coaster                                      | Assise            | Senyo Kogyo (en)          | Space World                     | Japon       |
| Boomerang                                                        | Navette/Boomerang | Vekoma                    | Knott's Berry Farm              | États-Unis  |
| City Express Devenu Pikajuna en 2004.                            | E-Powered         | Mack Rides                | Linnanmäki                      | Finlande    |
| Dragen                                                           | E-Powered         | Zamperla                  | TusenFryd                       | Norvège     |
| Dragon de Bei Hai                                                | Junior            | Cavazza Diego             | La Mer de sable                 | France      |
| Georgia Cyclone                                                  | Bois              | Dinn Corporation          | Six Flags Over Georgia          | États-Unis  |
| Grand 8                                                          | Assise            | Interpark                 | Happyland New                   | Suisse      |
| Iron Wolf                                                        | Debout            | Bolliger & Mabillard      | Six Flags Great America         | États-Unis  |
| Katapult                                                         | Assise/Katapult   | Anton Schwarzkopf         | Parque de Atracciones de Madrid | Espagne     |
| Lightning Coaster                                                | Looper            | Meisho Amusement Machines | Nasu Highland Park              | Japon       |
| Looping Star                                                     | Assise/ZL42       | Pinfari                   | Great Yarmouth Pleasure Beach   | Royaume-Uni |
| Mini grand huit                                                  | Assise            | Soquet                    | Parc de la Toison d'or          | France      |
| Predator                                                         | Bois              | Dinn Corporation          | Darien Fun Country              | États-Unis  |
| Rollerskater Devenu K3 Roller Skater en 2019.                    | Junior            | Vekoma                    | Meli Park                       | Belgique    |
| Texas Giant                                                      | Bois              | Dinn Corporation          | Six Flags Over Texas            | États-Unis  |
| Thunder Run                                                      | Bois              | Dinn Corporation          | Kentucky Kingdom                | États-Unis  |
| Tigre de Sibérie                                                 | Junior            | Reverchon Industries      | Le Pal                          | France      |
| Tornado                                                          | Assise            | Vekoma                    | Avonturenpark Hellendoorn       | Pays-Bas    |
| Train de mine                                                    | Assise            | Soquet                    | Parc de la Toison d'or          | France      |
| Trans'Arverne Devenu Périférix en 2003 et SOS Numérobis en 2012. | Junior            | Zierer                    | Parc Astérix                    | France      |
| Vampire                                                          | Suspendues        | Arrow                     | Chessington World of Adventures | Royaume-Uni |
| Viper                                                            | Assise            | Arrow                     | Six Flags Magic Mountain        | États-Unis  |

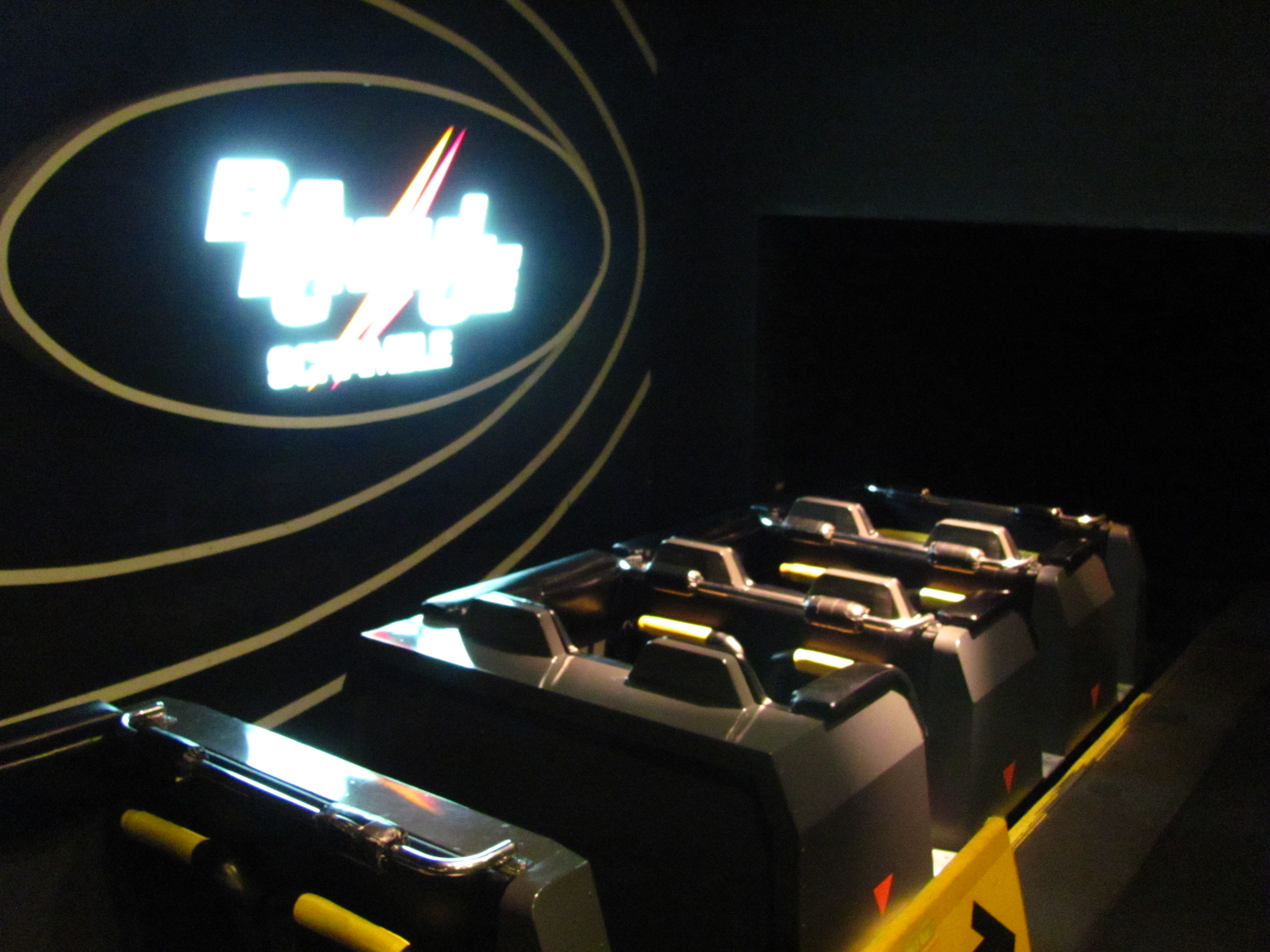
Black Hole Scramble à Space World
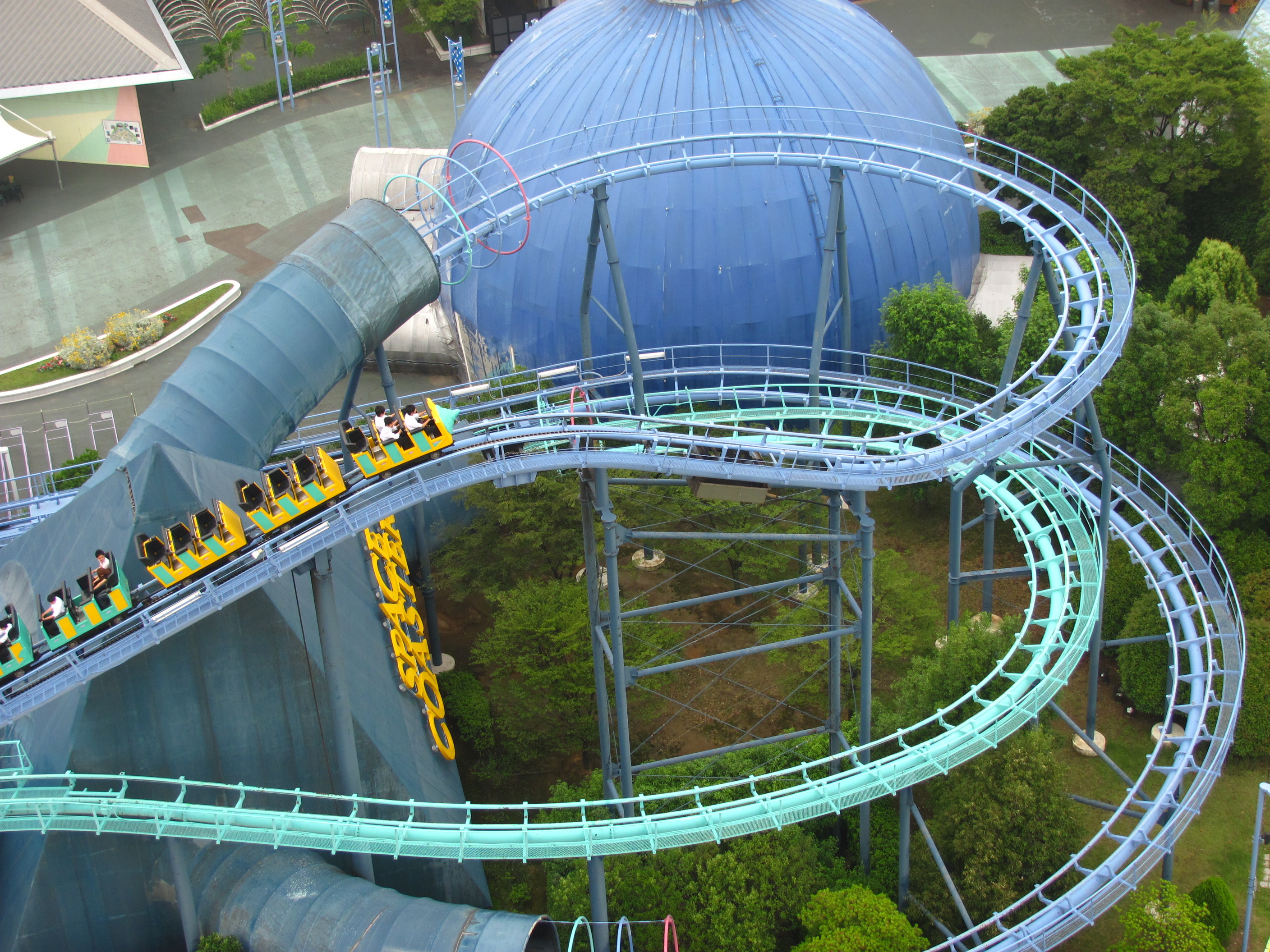
Boogie-woogie Space Coaster à Space World
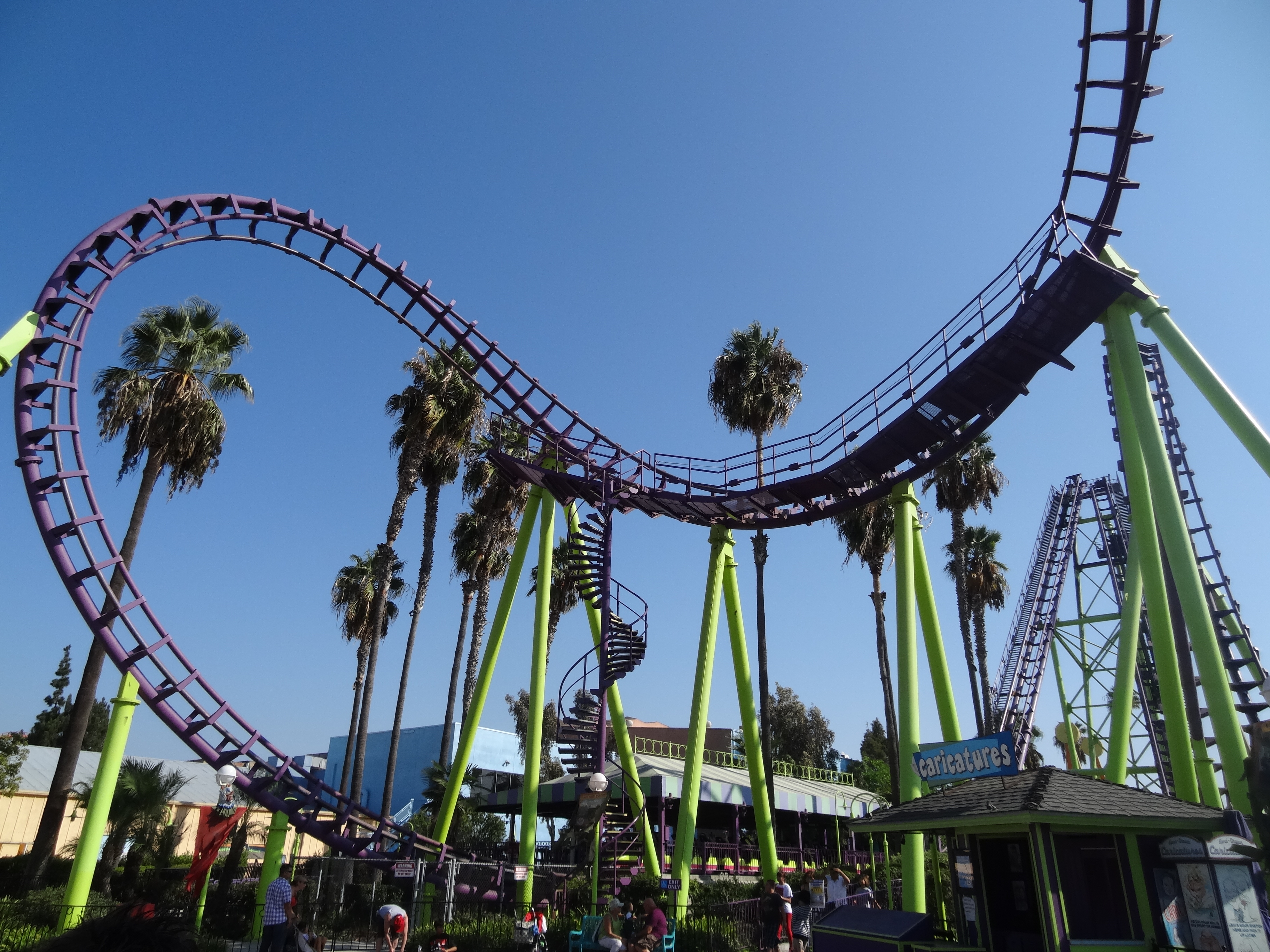
Boomerang à Knott's Berry Farm
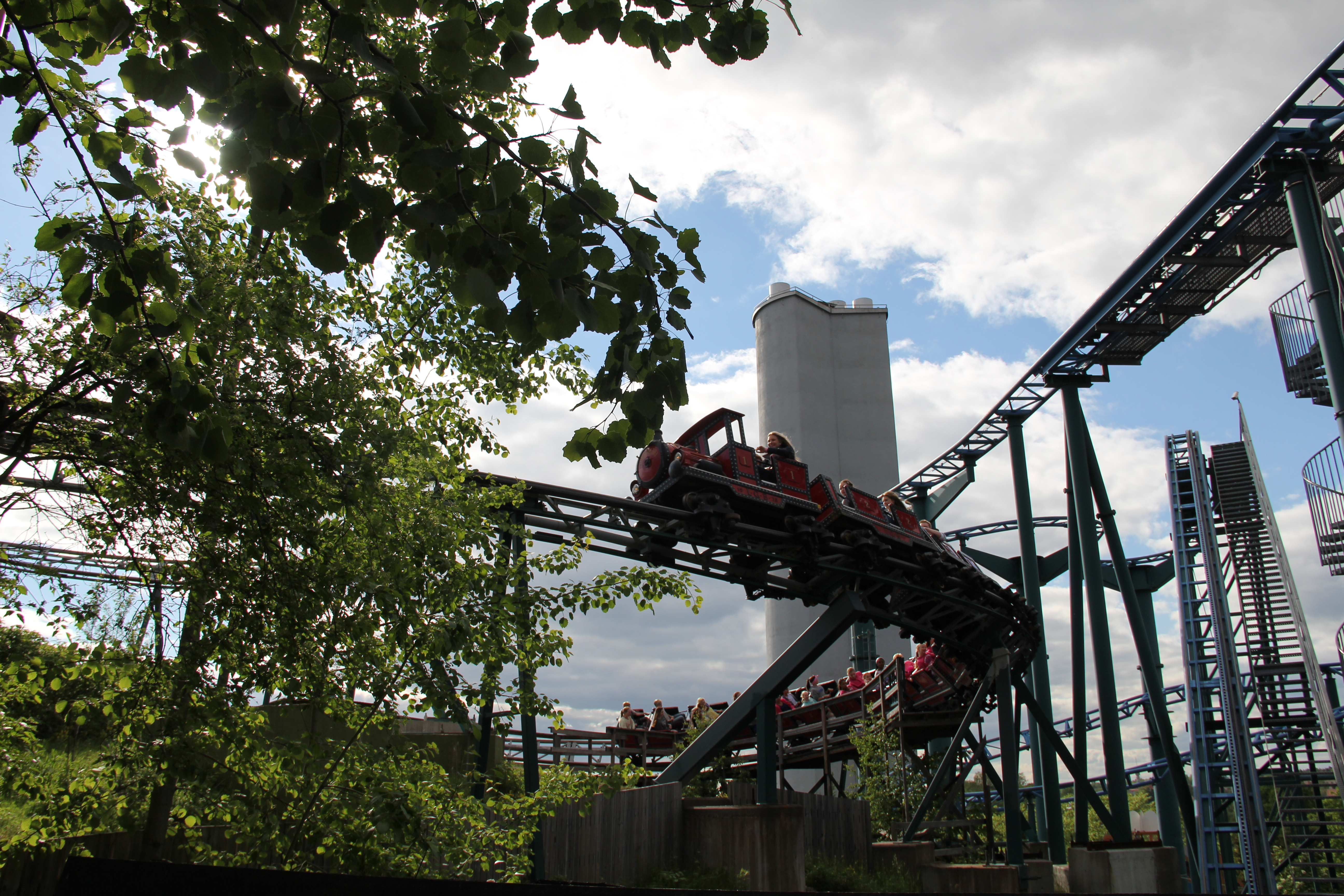
City Express à Linnanmäki
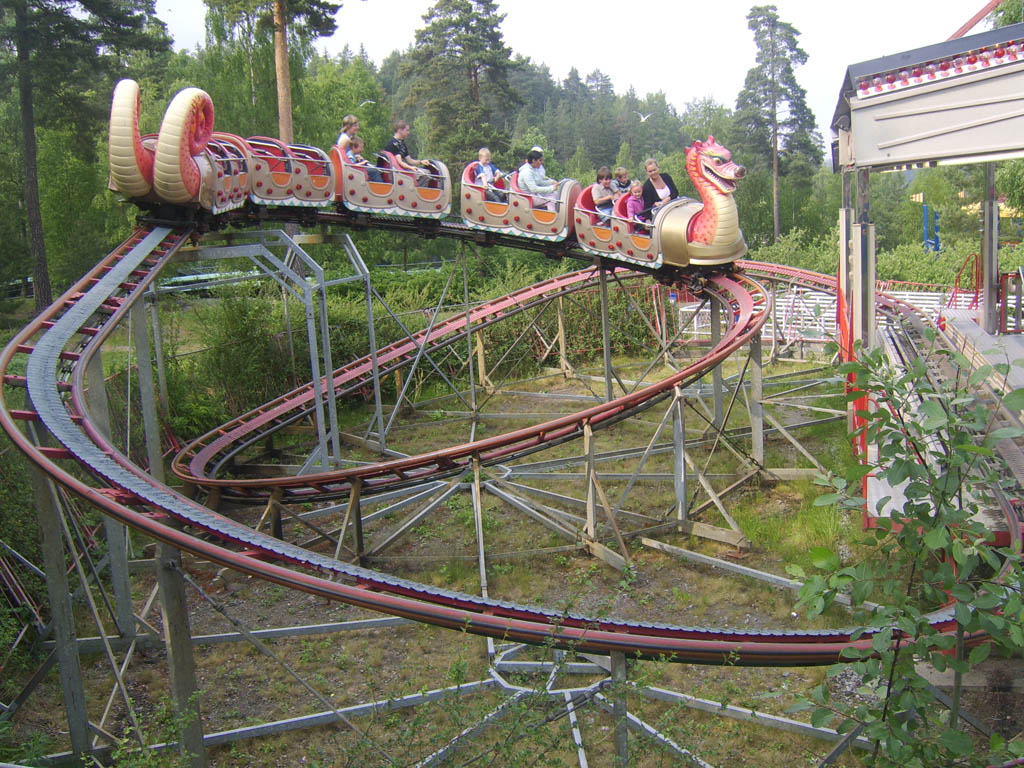
Dragen à TusenFryd
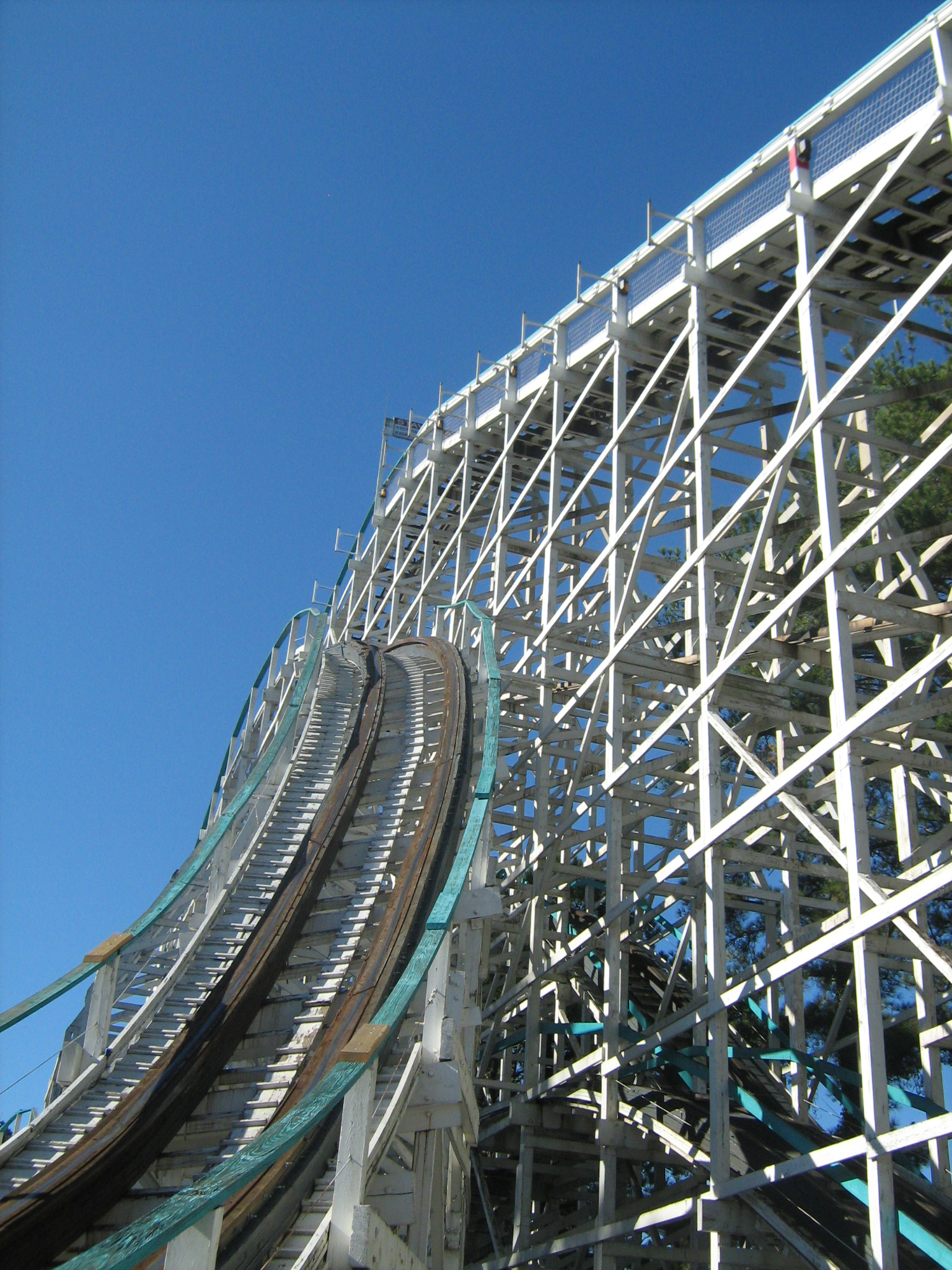
Georgia Cyclone à Six Flags Over Georgia
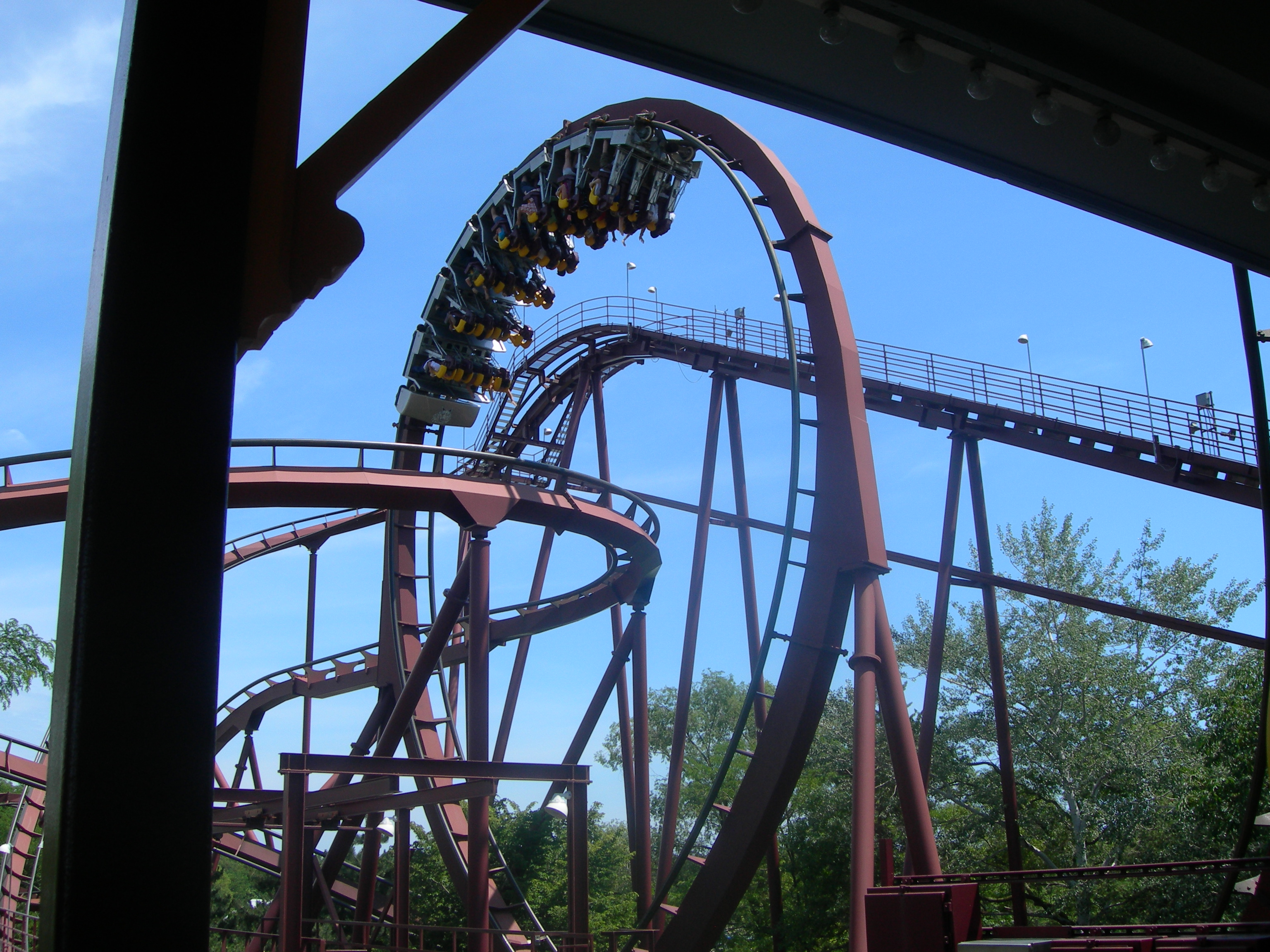
Iron Wolf à Six Flags Great America
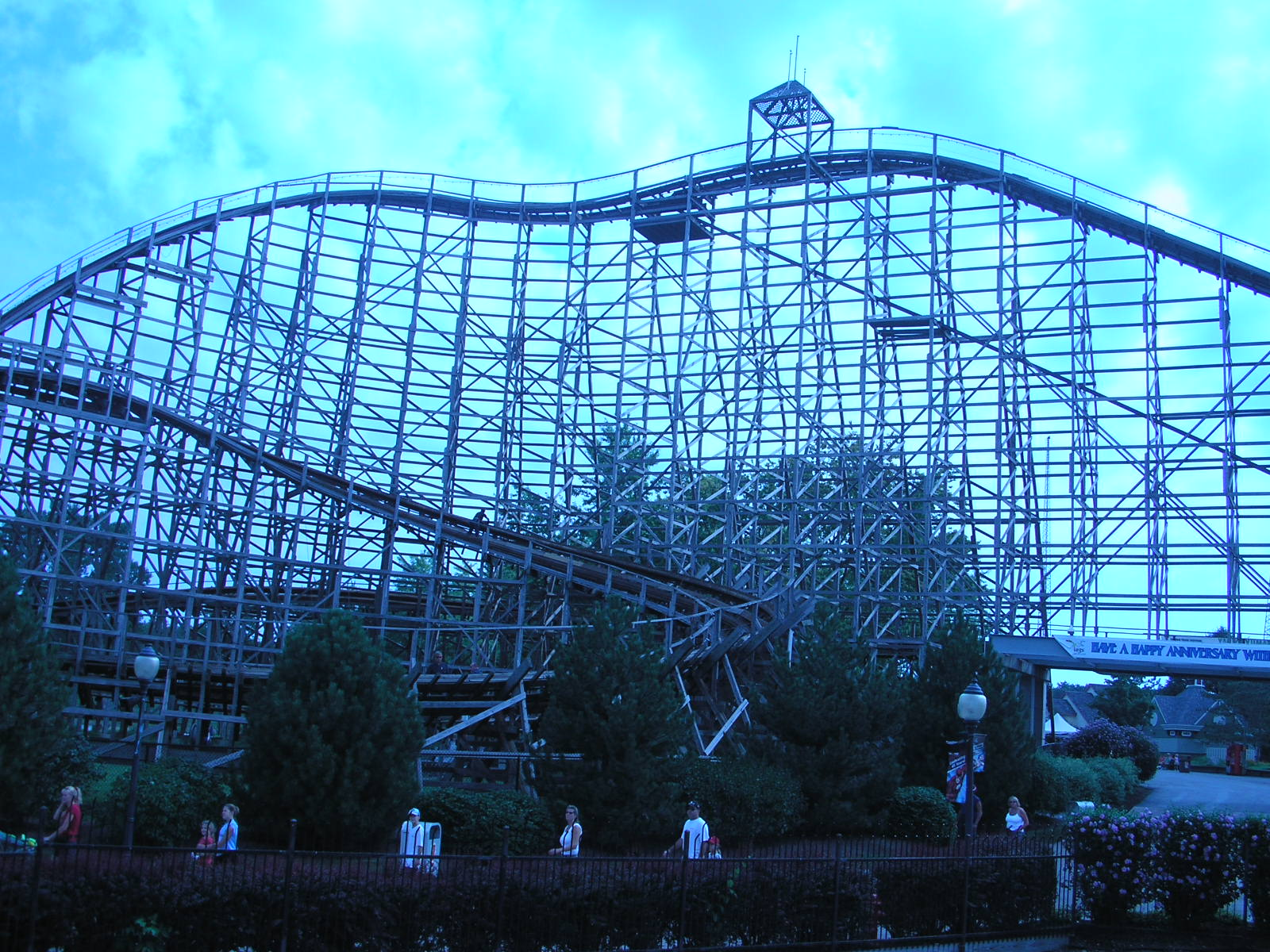
Predator à Darien Fun Country
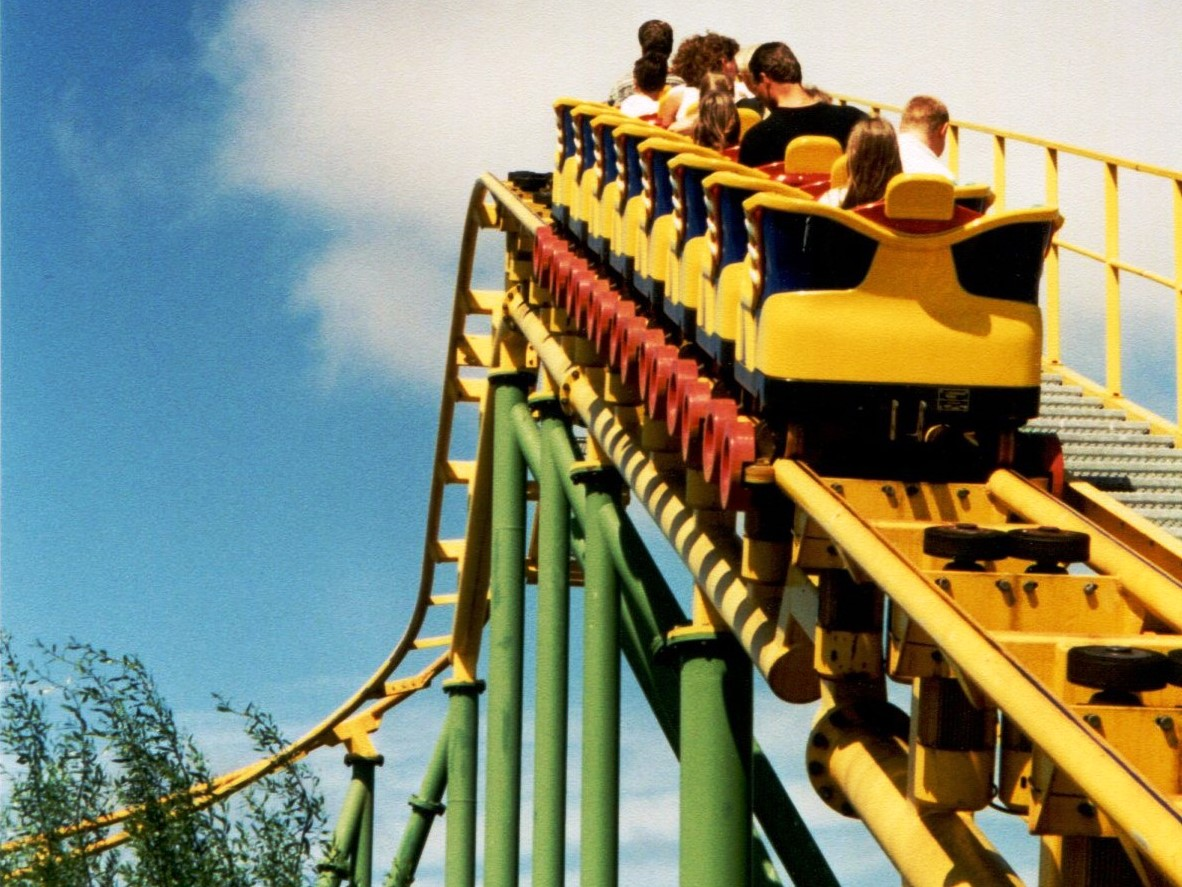
Rollerskater à Meli Park
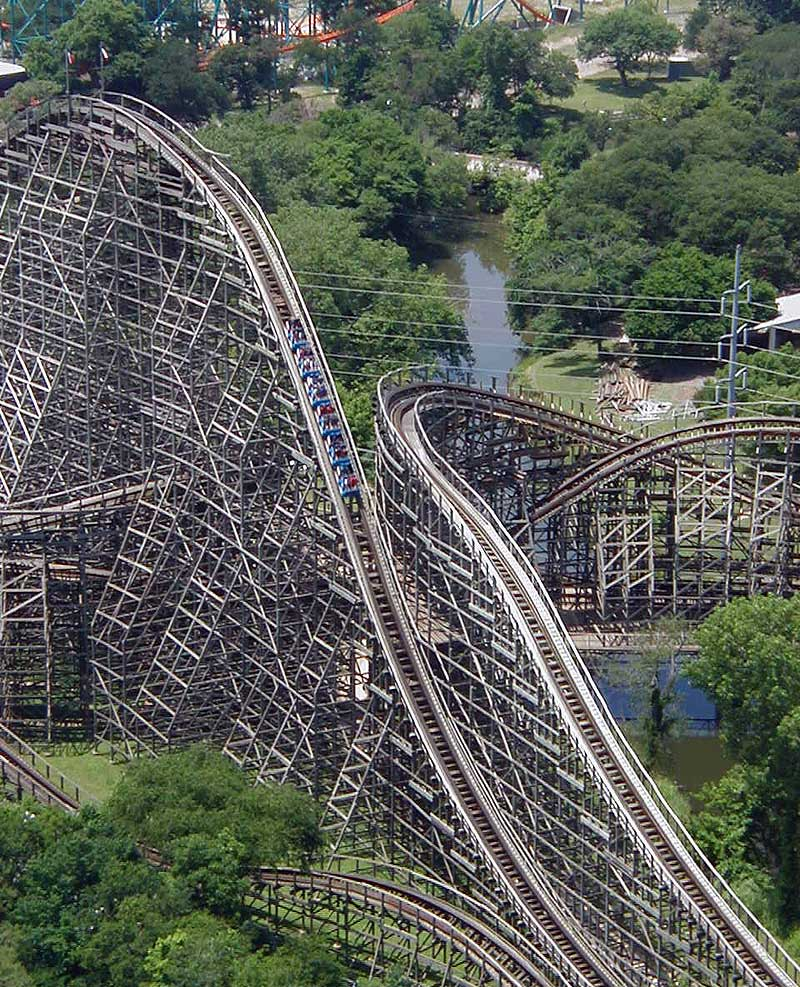
Texas Giant à Six Flags Over Texas
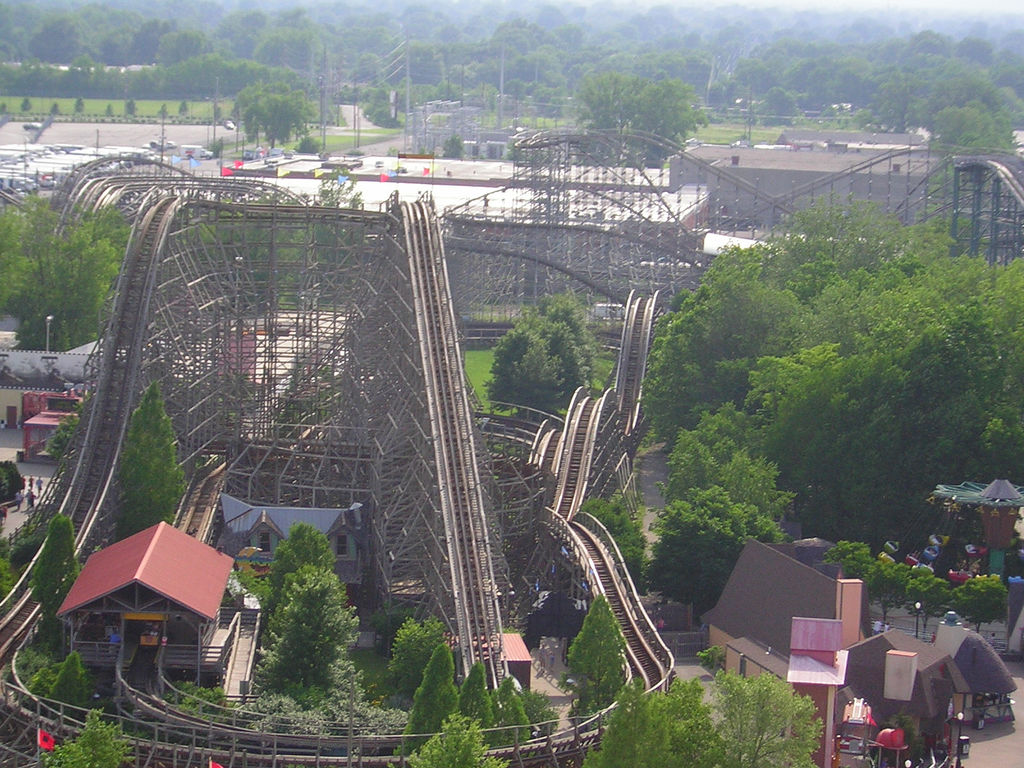
Thunder Run à Kentucky Kingdom
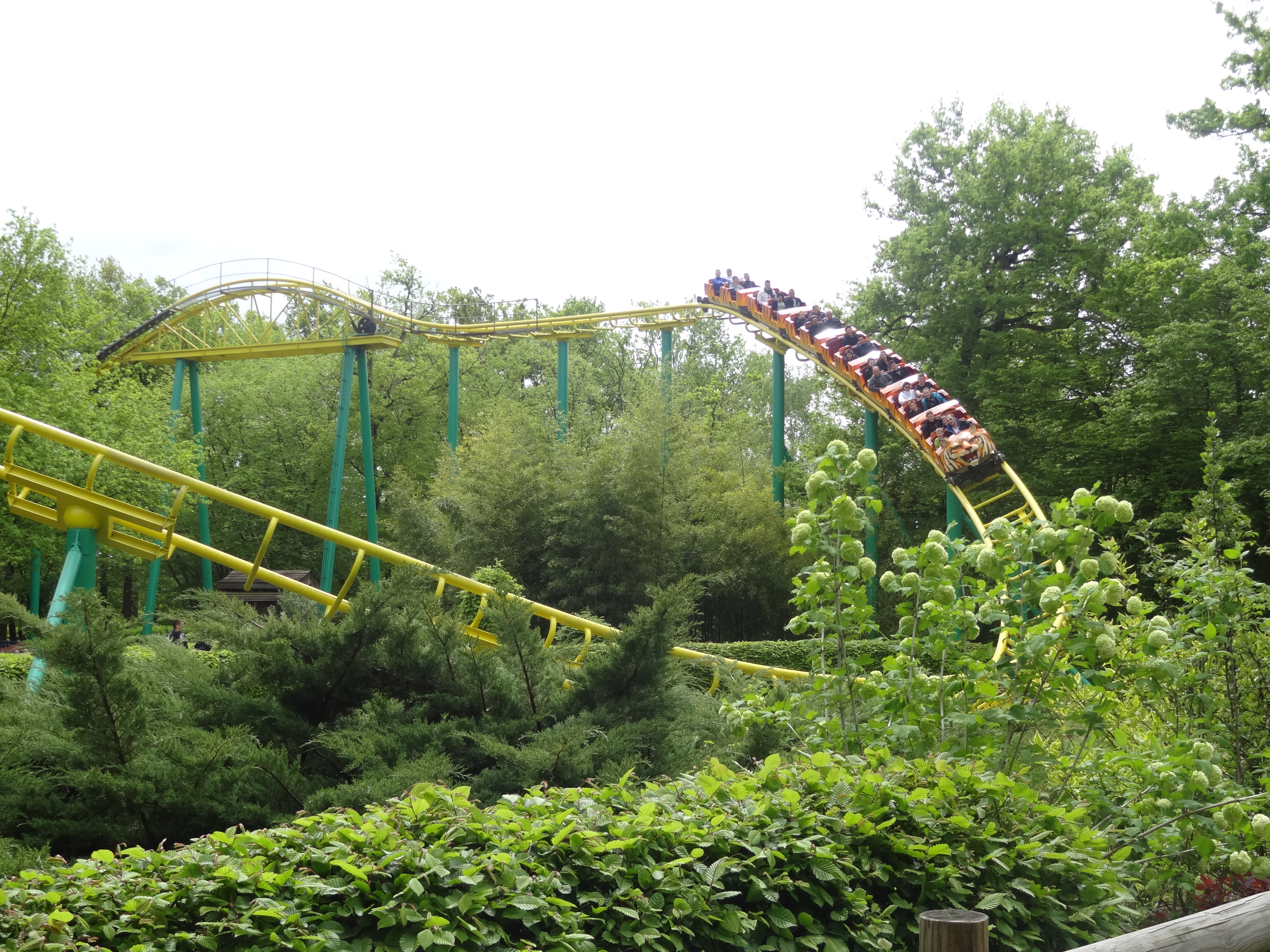
Le Tigre de Sibérie au Pal
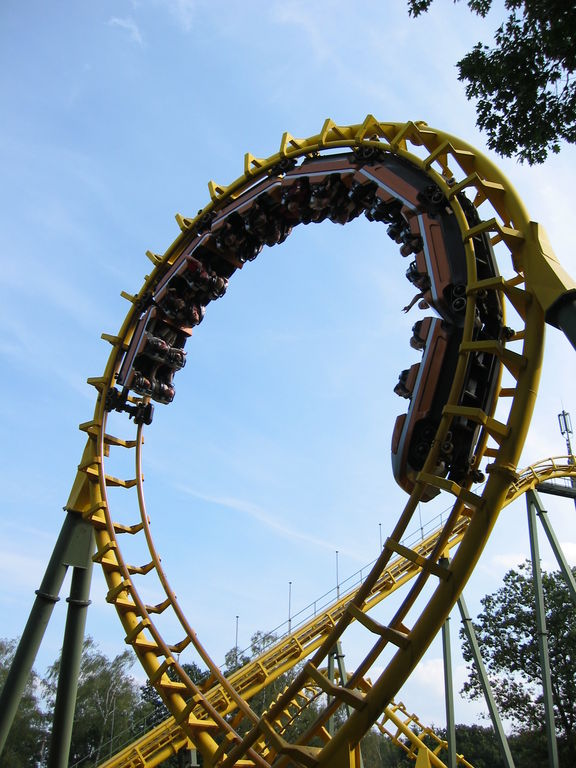
Tornado à Avonturenpark Hellendoorn
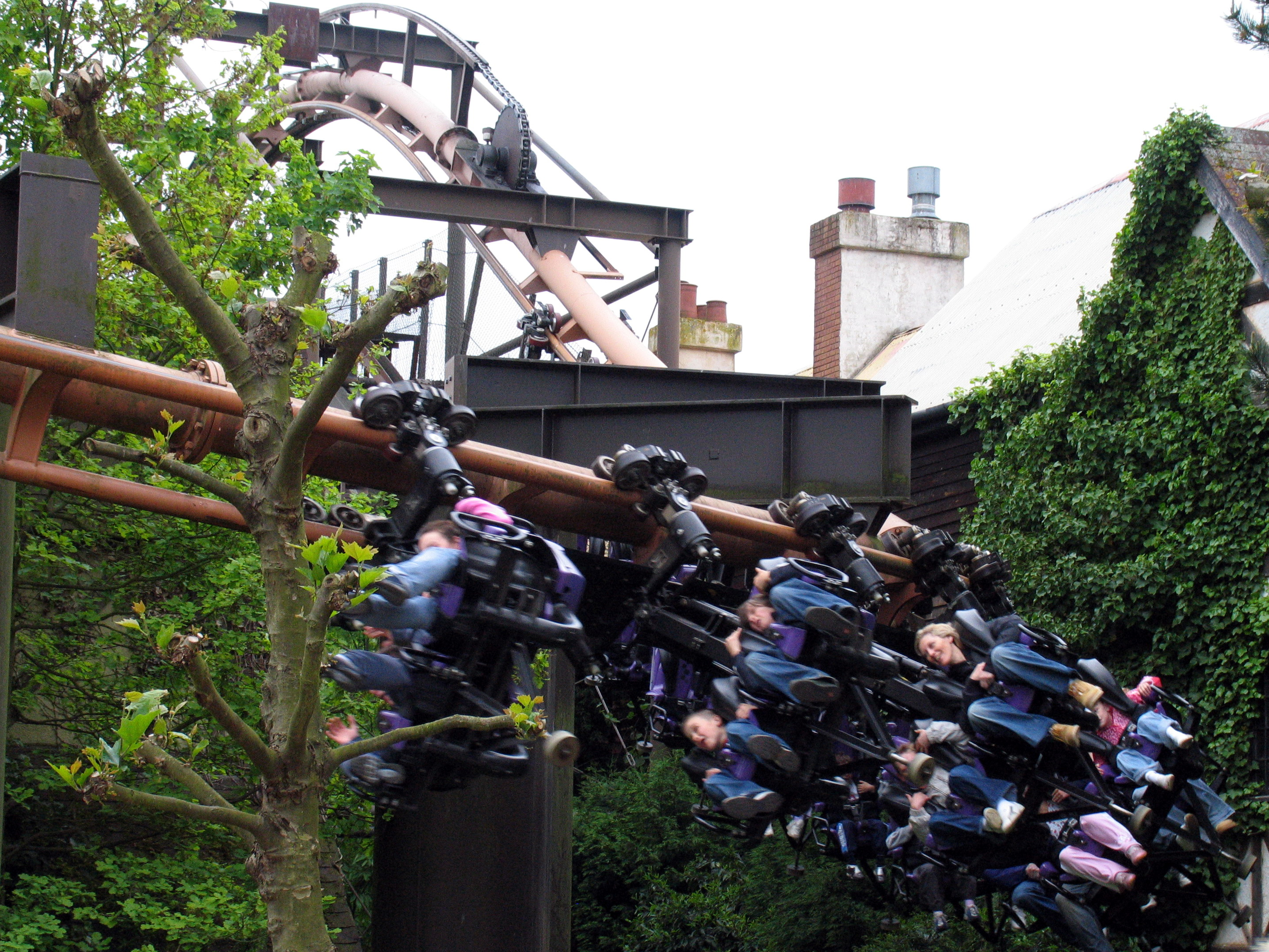
Vampire à Chessington World of Adventures
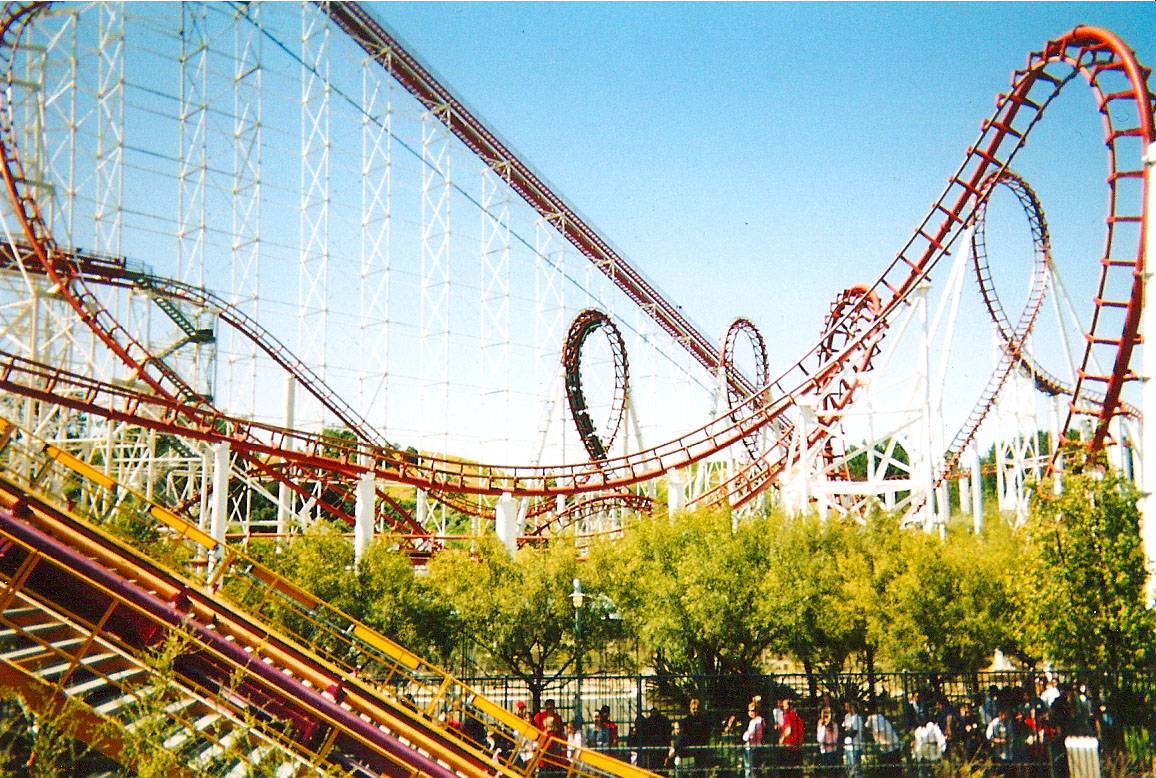
Viper à Six Flags Magic Mountain

### Autres attractions
| Nom                       | Type/Modèle                        | Constructeur                            | Parc                            | Pays        |
| ------------------------- | ---------------------------------- | --------------------------------------- | ------------------------------- | ----------- |
| Aserradero                | Bûches                             | Zamperla                                | Parque de Atracciones de Madrid | Espagne     |
| Chaudrons (les)           | Manège de tasses                   | Mack Rides                              | Parc Astérix                    | France      |
| Condor                    | Condor                             | Huss Rides                              | La Ronde                        | Canada      |
| Condor                    | Condor                             | Huss Rides                              | Heide Park                      | Allemagne   |
| Enterprise                | Enterprise                         | Huss Rides                              | Kentucky Kingdom                | États-Unis  |
| E.T. Adventure            | Parcours scénique                  | Sally Corporation et Universal Creative | Universal Studios Florida       | États-Unis  |
| Fliegenpilz               | Chaises volantes                   | Zierer                                  | Erlebnispark Tripsdrill         | Allemagne   |
| Flying Falcon             | Condor                             | Huss Rides                              | Hersheypark                     | États-Unis  |
| Gyrotour                  | Tour d'observation                 | Intamin                                 | Futuroscope                     | France      |
| Hollywood Tour            | Croisière scénique                 | Intamin                                 | Phantasialand                   | Allemagne   |
| Jaws                      | Croisière scénique                 | Ride and Show Engineering               | Universal Studios Florida       | États-Unis  |
| Lady Moon                 | Flipper                            | Huss Rides                              | Heide Park                      | Allemagne   |
| Manège montgolfière       | Balloon Race                       | Zamperla                                | Parc de la Toison d'or          | France      |
| Petite Tempête (la)       | Music Express                      | Mack Rides                              | Parc Astérix                    | France      |
| Pirate Adventure          | Croisière scénique                 | Mack Rides                              | Drayton Manor                   | Royaume-Uni |
| Prof. Burp's Bubble Works | Croisière scénique                 | Mack Rides                              | Chessington World of Adventures | Royaume-Uni |
| Rivière sauvage           | Bûches                             | Mack Rides                              | Parc de la Toison d'or          | France      |
| Roaring Creek Log Flume   | Bûches                             | Arrow Dynamics                          | Silverwood Theme Park           | États-Unis  |
| Rundbootfahrt             | Round Boat Ride                    | Mack Rides                              | Rasti-Land                      | Allemagne   |
| Spökhuset                 | Maison hantée                      |                                         | Gröna Lund                      | Suède       |
| Volk van Laaf             | Zone avec walkthroughs et monorail | Efteling                                | Efteling                        | Pays-Bas    |
| Wave Swinger              | Chaises volantes                   |                                         | Särkänniemi                     | Finlande    |
| Whitewater Falls          | Shoot the Chute / Spillwater       | Intamin                                 | Great America                   | États-Unis  |

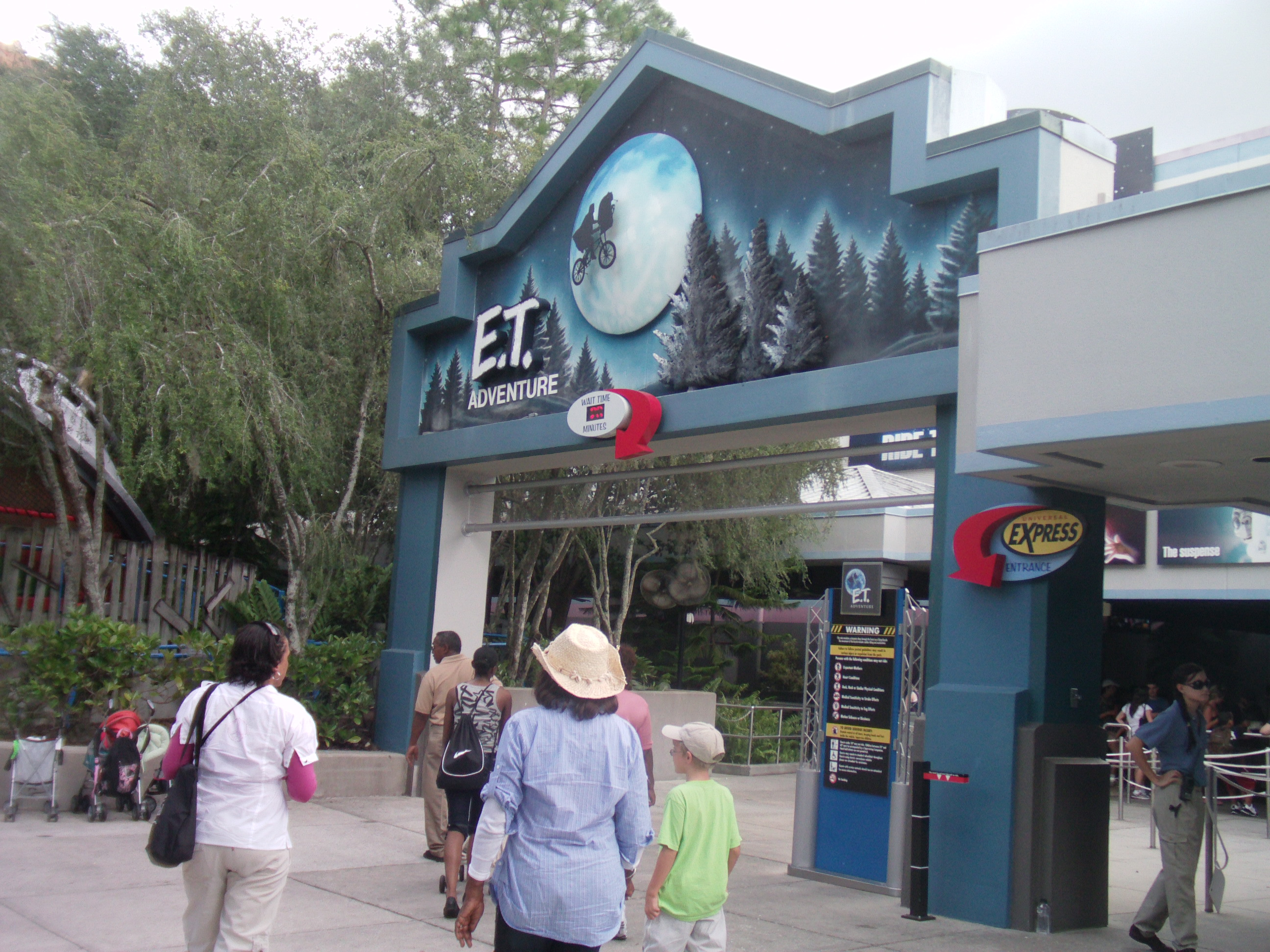
E.T. Adventure à Universal Studios Florida
Gyrotour au parc du Futuroscope
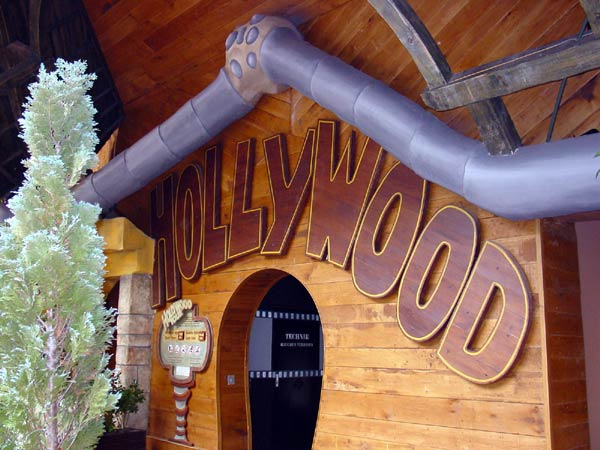
Hollywood Tour à Phantasialand
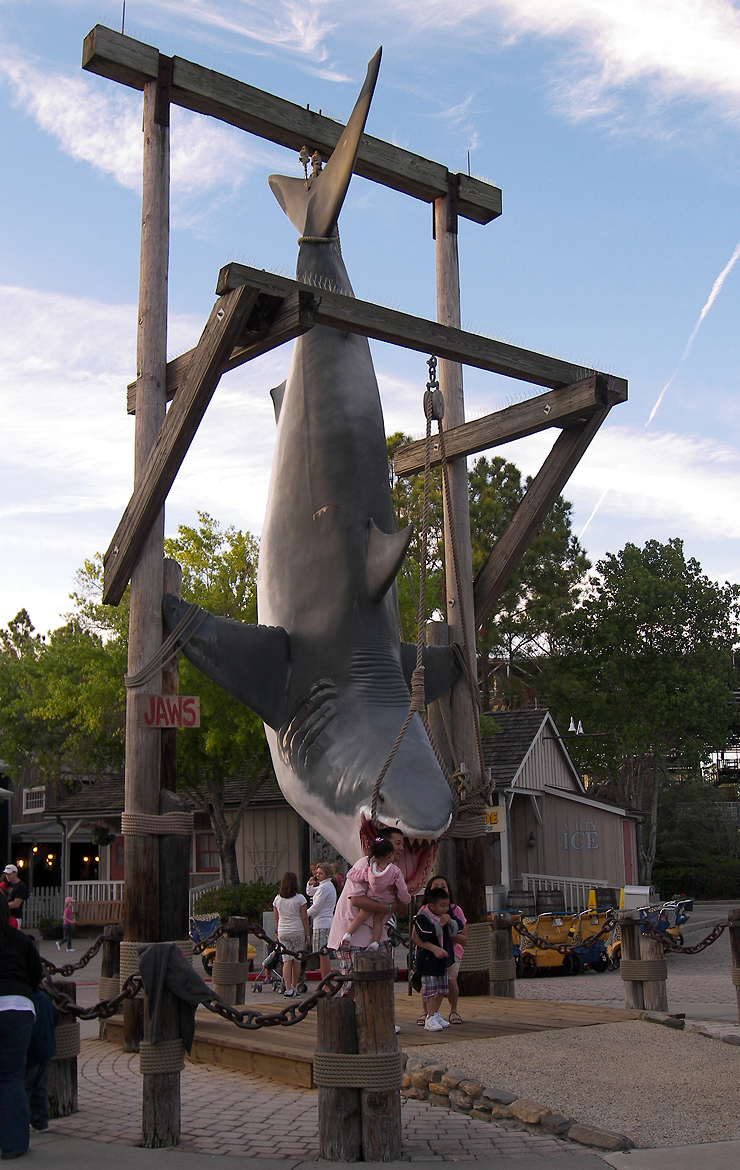
Jaws à Universal Studios Florida
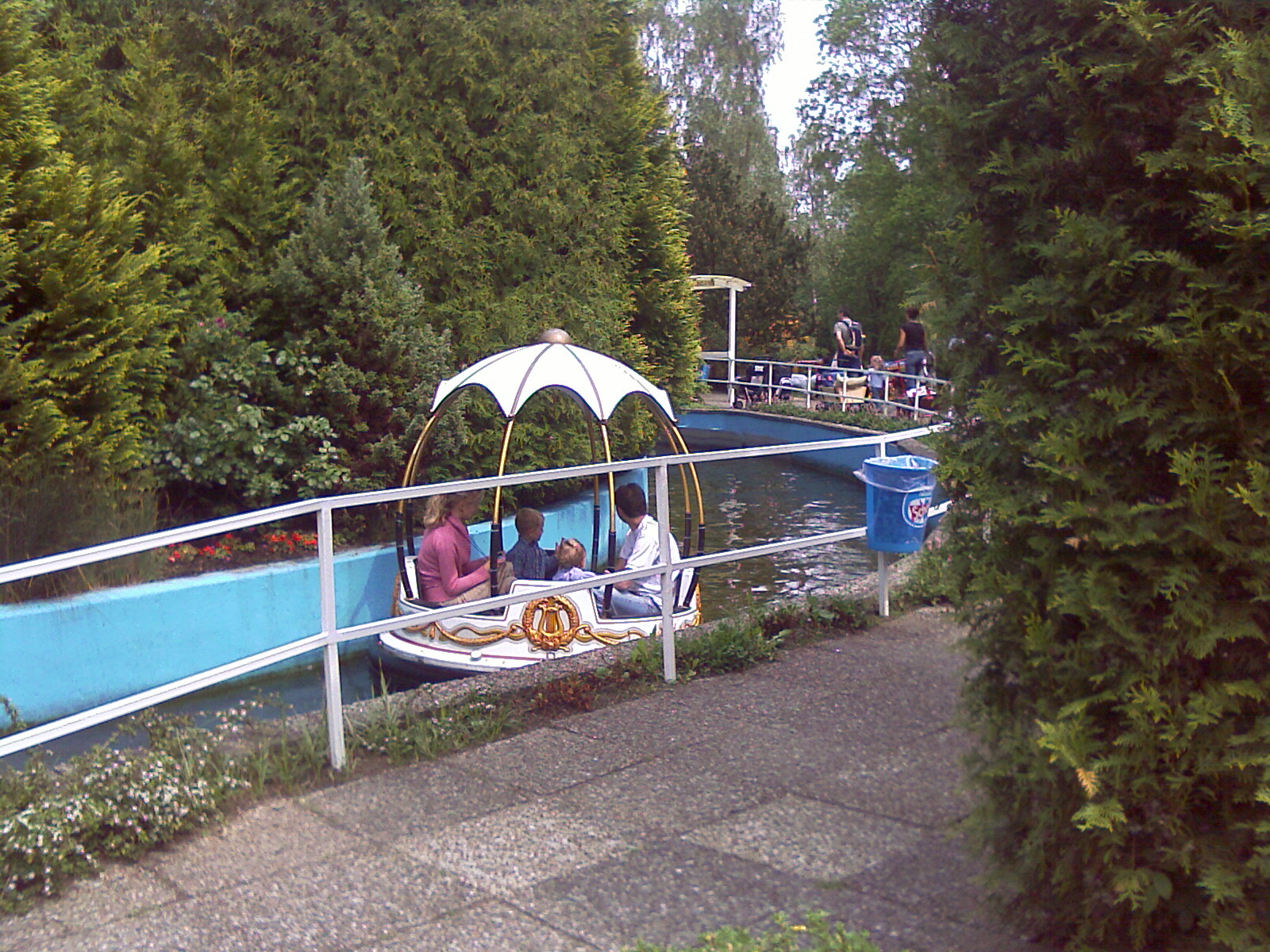
Rundbootfahrt à Rasti-Land
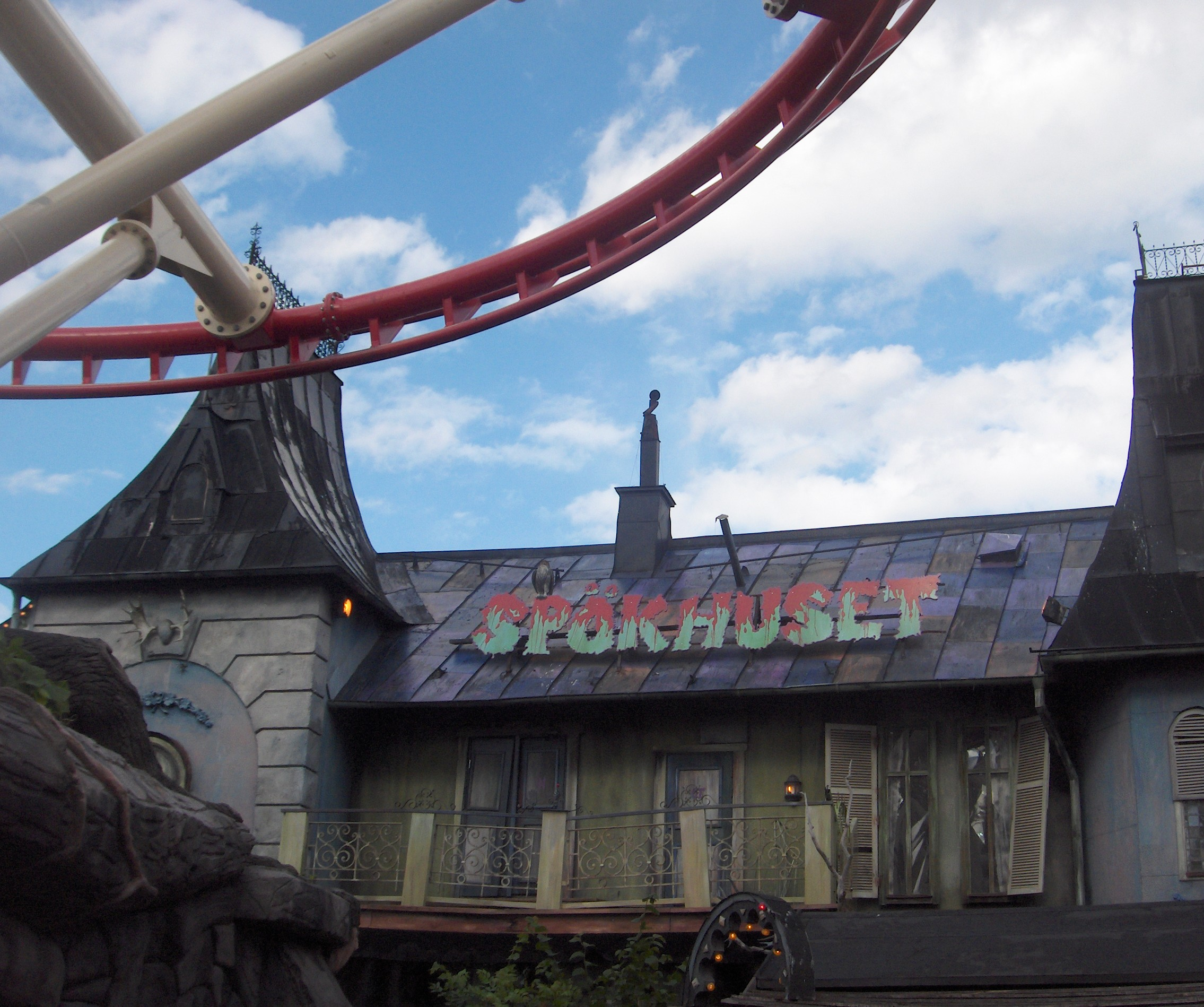
Spökhuset à Gröna Lund
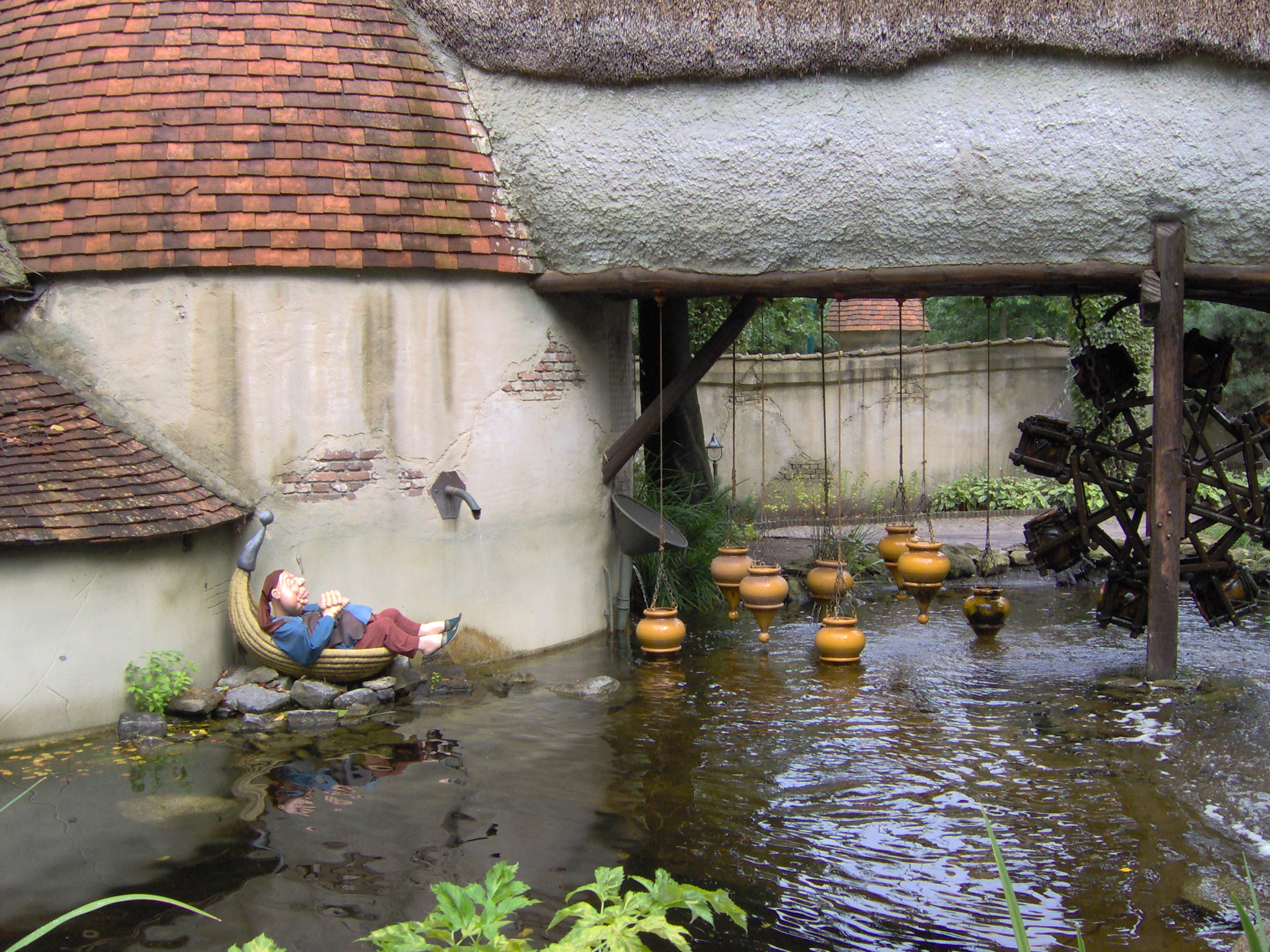
Détail de la zone Volk van Laaf à Efteling
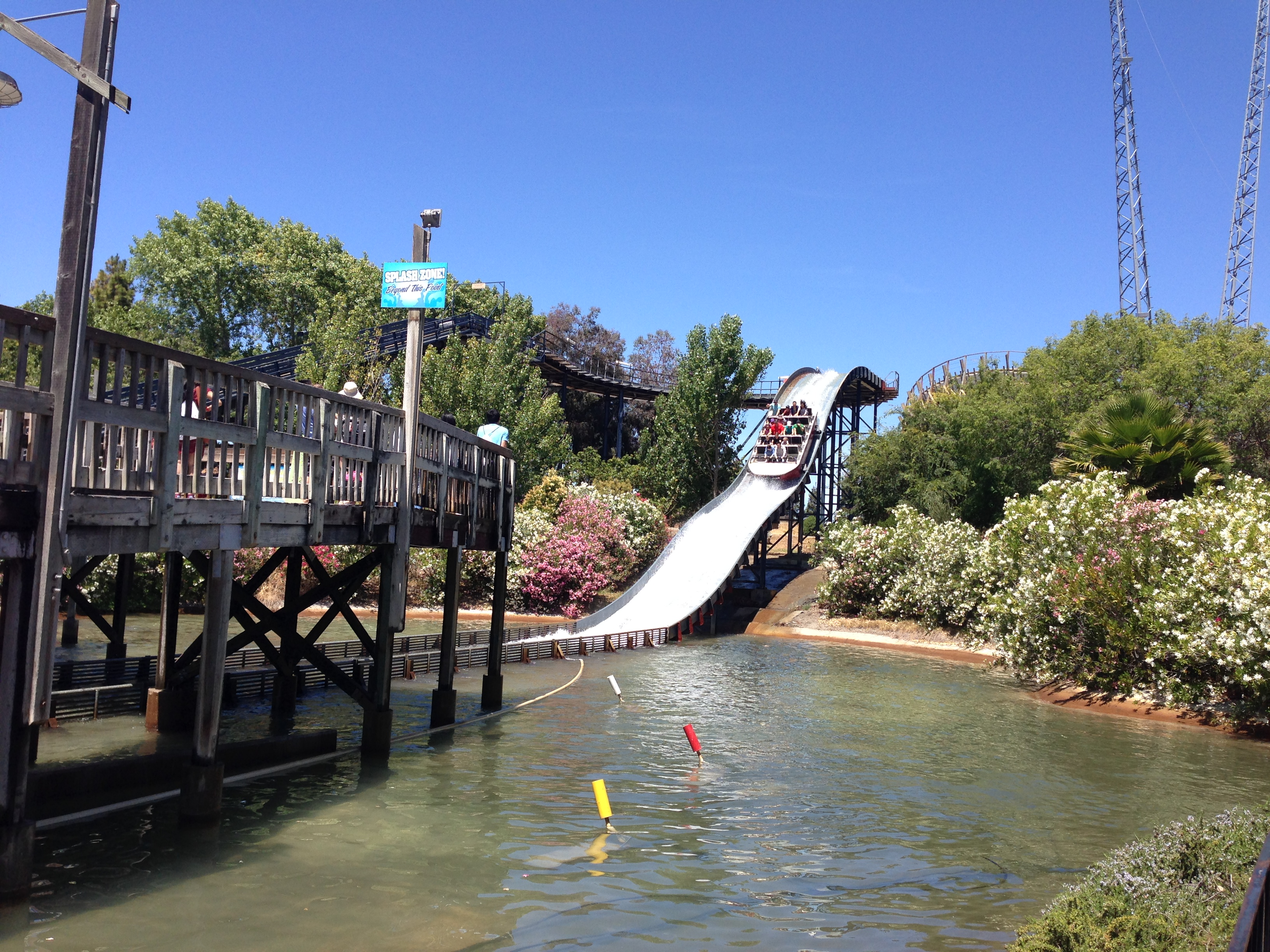
Whitewater Falls à Great America

## Hôtels
- Disney's Yacht & Beach Club Resort au Walt Disney World Resort ( États-Unis)
- Walt Disney World Dolphin au Walt Disney World Resort ( États-Unis)